# 博古希 (別廖茲諾區)
51°6′36″N 26°44′28″E / 51.11000°N 26.74111°E
博古希（烏克蘭語：Богуші），是烏克蘭西北部的村莊，隸屬里夫內州的里夫內區。該村始建於1629年，面積1.12平方公里，海拔高度161米，2001年人口1,568，人口密度每平方公里1,150人。